# Iż-Żebbuġ
Iż-Żebbuġ (engelska: Żebbuġ) är en ort och kommun på ön Gozo i republiken Malta. Den ligger i den nordvästra delen av landet, 30 kilometer nordväst om huvudstaden Valletta. 
Följande samhällen finns i Iż-Żebbuġ:
- Iż-Żebbuġ
- Marsalforn

Här finns även kullen Tas Salvatur och grottan Għar Qawqla.